# Acoso sexual en la educación
El acoso sexual en la educación corresponde a un comportamiento inapropiado de naturaleza sexual que interfiere con la habilidad del estudiante de aprender, estudiar, trabajar o participar en las actividades del lugar de estudios. En los EE. UU., es una forma de discriminación bajo el «Título IX» de las Enmiendas de Educación de 1972. El acoso sexual envuelve una gama de comportamientos desde simples molestias a asaltos sexuales y violaciones.
La definición de acoso sexual incluye el acoso de parte de ambos partes e individuos en una posición de poder relativo a la persona que está siendo acosada. En los establecimientos educacionales, aunque el acoso sexual iniciado por los estudiantes es el más común, puede también ser perpetrado por los profesores o por otros empleados del establecimiento, y la víctima puede ser un estudiante, un profesor u otro empleado del establecimiento. El acoso sexual a estudiantes por parte de profesores u otros miembros del establecimiento puede acarrear consecuencias nefastas y dañinas para la víctima. Si bien el acoso sexual es definido como un comportamiento «no deseado», muchos expertos están de acuerdo en que incluso las interacciones sexuales con consentimiento entre estudiantes y profesores constituyen acoso debido a que el poder diferenciador entre ambos crea una dinámica en la que el «mutuo consentimiento» es imposible. Esta relación jerárquica hace que la mayoría de los casos no se lleguen a denunciar.
En muchos casos de abuso sexual cuando el afectado no denuncia o hace aviso a un familiar ya que el perpetrador intimida o amenaza al afectado con hacer daño a sus familiares o por el consentimiento que consiste en que el perpetrador le comenta al afectado que si participa en su acto (abuso) él le consiente en las notas escolares a cambio de sus términos o peticiones del abuso otro factor muy importante es que el afectado no comenta no dialoga con sus familiares más cercanos.

## Estadísticas

### Estados Unidos
El Sexual Harassment Support establece:
«El acoso sexual es común en todos los niveles de educación. El acoso verbal y físico comienza en la educación básica, y 4 de cada 5 niños experimentan alguna forma de acoso sexual o bullying. Ocho de cada diez experimentarán esto en algún momento de sus vidas escolares, y cerca del 25 por ciento lo experimentará esto de forma continua. Los niños tienen más probabilidades de acosar físicamente y hacer bully, o de ser acosados ellos mismos. Las niñas tienen más probabilidades de usar y experimentar acosos verbales y físicos y de bullying. Seis de cada 10 estudiantes experimentarán alguna forma de acoso sexual físico».
En una encuesta realizada en EE. UU. en 2002 a 2004 estudiantes entre 8.º 11.º grado, la "American Association of University Women" (AAUW) concluyó:
- 83% de las niñas han sido acosadas sexualmente
- 78% de los niños han sido acosados sexualmente
- 38% de los estudiantes fueron acosados por profesores o empleados del establecimiento
- 36% de los empleados del establecimiento o profesores fueron acosados por estudiantes
- 42% de los empleados del establecimiento o profesores fueron acosados por uno de sus padres

### En otros países
En estudios realizados en América Latina, se han conseguido los siguientes resultados:
- En Brasil 8% de los estudiantes de quinto a octavo grado habían sido testigos de casos de violencia sexual en la escuela.
- En Nicaragua 63% de los hijos de mujeres que habían sufrido abuso sexual tuvieron que repetir un año escolar y abandonaron la escuela en promedio cuatro años antes que los demás.

En Perú, un 28% de estudiantes universitarios ha sufrido acosos u hostigamientos sexuales. En 2002 se planificó la separación o destitución de profesores acusados de acoso sexual por parte de Mercedes Cabanillas.